# Salicornioideae
Salicornioideae — підродина квіткових рослин родини щирицевих (Amaranthaceae). Важливими характеристиками є соковиті, часто зчленовані стебла, сильно зменшене листя та квіти, зібрані в товсті, щільні колосоподібні суцвіття. Ці галофітні рослини поширені по всьому світу. Багато з них їстівні.

## Роди
- триба Salicornieae містить приблизно 12 родів і 100 видів[1][2]:
  - Allenrolfea Kuntze
  - Arthrocaulon Piirainen & G.Kadereit
  - Arthroceras Piirainen & G.Kadereit
  - Halocnemum M.Bieb.
  - Halopeplis Bunge ex Ung.-Sternb.
  - Halostachys C.A.Mey. ex Schrenk
  - Heterostachys Ung.-Sternb.
  - Kalidium Moq.
  - Mangleticornia P. W. Ball, G. Kadereit and X. Cornejo
  - Microcnemum Ung.-Sternb.
  - Salicornia L.
  - Tecticornia Hook f.